# Phormium
El género Phormium, llamado comúnmente lino de Nueva Zelanda comprende dos especies de plantas perennes de Nueva Zelanda Phormium tenax y Phormium cookianum, conocidas en lenguaje maorí como harakeke y wharariki respectivamente. Son bien distintas de la especie de lino del Hemisferio norte (Linum usitatissimum). Sin embargo los europeos anglófonos le dieron el mismo nombre al género debido a que también se utilizaba por sus fibras.
Este lino produce fibras largas que han sido muy importantes en la cultura, historia, y la economía de Nueva Zelanda. Phormium tenax crece de forma silvestre en Nueva Zelanda y en Isla Norfolk, mientras que Phormium cookianum es endémica de Nueva Zelanda. Ambas especies están ampliamente distribuidas en regiones templadas del mundo como fibras comerciales y plantas ornamentales.
Phormium tenax se encuentra principalmente en pantanos y áreas bajas, pero puede crecer casi en cualquier lugar y se encuentra muy extendida en jardines como planta decorativa perennifolia, tanto en Nueva Zelanda como en el resto del mundo. 

Es una monocotiledónea herbácea perenne. La clasificación monocotiledónea ha experimentado una significativa revisión durante la pasada década, y recientes sistemas de clasificación (incluido el APG) han dictaminado que Phormium tenax está estrechamente emparentada con los lirios Hemerocallis. Antiguamente esta especie estaba incluida en la familia Agavaceae y aún hoy muchos sistemas de clasificación la mantienen en ella.

## Apariencia

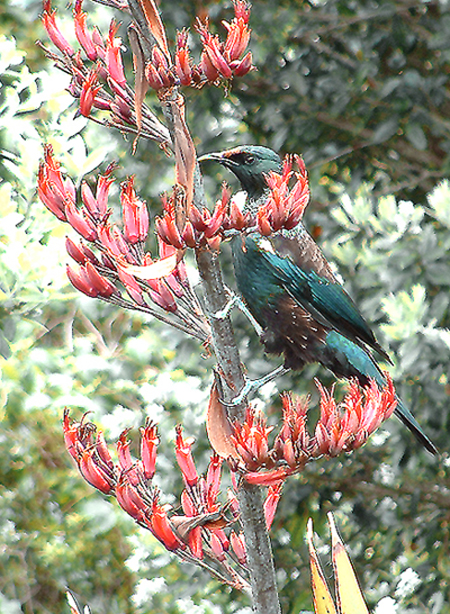
Las flores de Phormium tenax tienen la misma curvatura del pico del nectarífero tui visto en la fotografía.

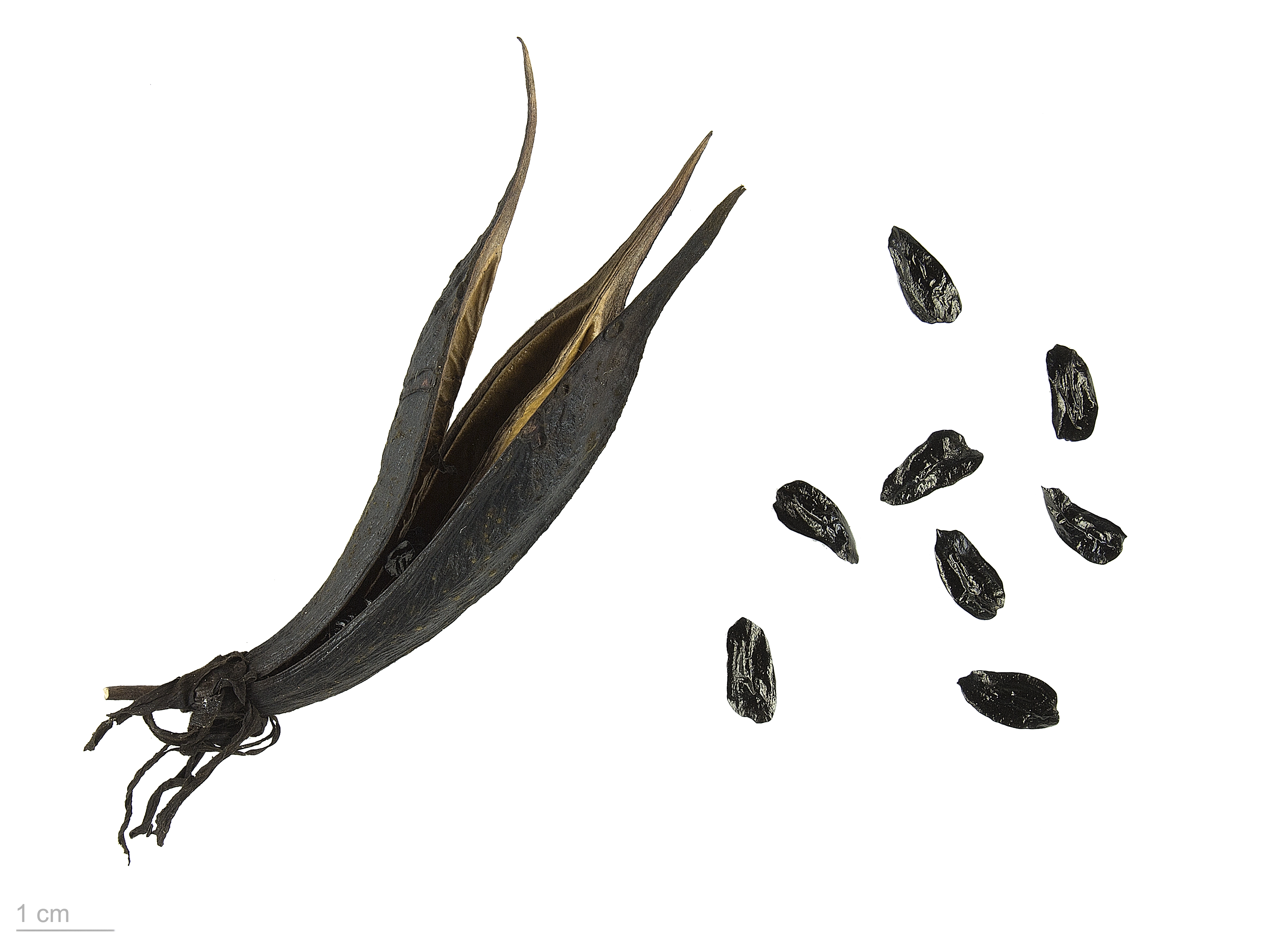
Phormium tenax - MHNT

Las duras hojas, parecidas a espadas, crecen hasta 3 metros de longitud y 125 mm de ancho. De coloración verde negruzca, en ocasiones presenta los bordes y la nervadura central variegados. Las tonalidades de las variedades cultivadas van desde el verde claro, pasando a rosa hasta el bronce. Hay numerosos cultivares variegados con hojas marcadas por diferentes franjas en tonalidades de verde, rojo, bronce, rosa y amarillo. 
Los rígidos tallos florales crecen hasta 5 m, proyectándose por encima del follaje. En noviembre (en Nueva Zelanda) produce racimos de flores en forma de tubo curvado que adquieren un color rojo brillante al madurar. Estos producen grandes cantidades de néctar para atraer a especies de pájaros nectaríferos, tales como el tui e insectos. Los frutos surgidos tras la polinización, contienen centenares de semillas que son después dispersadas ampliamente por el viento.

## Etimología
El naturalista Jacques Labillardière recolectó plantas indígenas de lino cuando los barcos franceses visitaron el extremo norte de la Isla Norte de Nueva Zelanda en 1793. Él había notado los muchos usos que los Māori le daban a la planta poniéndole, en 1803, el nombre científico de Phormium que significa "canasta", y tenax que significa "tenaz".

## Usos dados por los maoríes
Cuando los maoríes llegaron a Nueva Zelanda traían consigo la morera del papel (Broussonetia papyrifera) con la que elaboraban tejidos para vestirse de la corteza. Sin embargo, esta planta no prosperó en la isla y utilizaron como sustituto el lino nativo. El capitán Cook escribió: De las hojas de las plantas, con muy poca preparación, ellos (los maoríes) elaboran toda su indumentaria; y de ellas fabrican también sus cordajes... También hacían cestas, esteras y redes de pesca. Este pueblo practicaba una avanzada elaboración de cestería con las hebras de fibra de estas plantas.
Trenzar y tejer las fibras de lino para convertirlas en canastas eran tan sólo dos formas de entre la gran cantidad de usos que le daban, ellos identificaban más de 60 variedades y las distribuían meticulosamente en sus propios viveros y plantaciones por todo el país.
Las hojas se cortaban cerca de la base de la planta usando una afilada concha de mejillón o piedra especialmente afilada, como podría ser jade, o pounamu. La sustancia carnosa verde de las hojas se retiraba, nuevamente con la concha del mejillón y se extraía la fibra que pasaba por varios procesos de lavado, blanqueado, fijado, aflojado y secado.
Las fibras de diferentes resistencias se usaban para fabricar trampas para pescar anguilas (hinaki), redes de pesca sorprendentemente grandes (kupenga) y cuerdas, trampas para pájaros, cordones para ropa, canastas (kete), bolsas, esteras, ropa, sandalias (parara), canastas para alimento (rourou), utensilios de cocina, etc.
La fibra de lino llamada muka que era laboriosamente lavada, blanqueada y trabajada a mano hasta conseguir una textura extremadamente suave es la materia prima de los bellos mantos emplumados, el kahu huruhuru, un atuendo tradicional muy apreciado por los Maoríes. Estos mantos se adornan con coloridas plumas procedentes de las aves nativas huía, kiwi, tui, kereru y loros kākā.

Las cuerdas y ropas tejidas a mano tenían tal fortaleza que se utilizaban para atar secciones de maderos ahuecados con las que construían grandes canoas para adentrarse al mar (waka). También hacían aparejos, velas y cuerdas de anclas, así como techos para las casas.
Los extremos deshilachados de las hojas se utilizaban como antorchas e iluminación nocturna. Los tallos florales secos, extremadamente livianos, se unían con bramantes de lino para construir embarcaciones de río llamadas mokihi.

## Propiedades medicinales
Durante siglos los maoríes recolectaron el abundante néctar de las flores como endulzante. Multitud de usos medicinales aumentan aún más la importancia de la planta para la salud diaria de los maoríes.
Las raíces de harakeke se hierven y trituran para aplicarse externamente como cataplasma en forúnculos, tumores, abscesos, así como úlceras varicosas. 
El jugo de las raíces molidas se usa como desinfectante, bebido para aliviar el estreñimiento o expulsar parásitos intestinales. También se aplica en heridas de balas o de bayoneta.
La savia que tiene consistencia de goma producida por el lino contiene enzimas revitalizantes para la sangre y con cualidades antisépticas para ayudar en los procesos de curación. Los maoríes conocen bien las propiedades curativas de esta savia y su poder como suave anestésico, por lo que la aplican en inflamaciones y varias heridas, para aliviar dolores de muelas, dolores reumáticos, para la tiña, en diferentes irritaciones de la piel y en quemaduras.
Se pueden hacer tablillas de los tallos florales y las hojas , y las finas cuerdas de la fibra utilizan las propiedades estípticas del gel antes de ser usados para cocer heridas. Las hojas de harakeke hacen excelentes vendajes y pueden sujetar huesos rotos tan bien como el yeso que se usa hoy en día. La pulpa de las hojas machacadas pueden ser también aplicadas como vendajes.
Investigación para su uso moderno medicinal y cosmético se está llevando a cabo actualmente.
El aceite de semilla de lino de Nueva Zelanda no está disponible comercialmente, aunque se están investigando su producción y propiedades. Lo que se vende en muchos países como aceite de lino se extrae de las semillas del lino europeo, vegetal de una familia totalmente diferente.

## Como fibra de papel
Desde tiempos coloniales la fibra de phormium tenax ha sido usada para elaboración de papel. En diversas ocasiones la posibilidad de producción comercial ha sido investigada. Actualmente es usada por artistas y artesanos para producir papel hecho a mano.

## Usos defensivos
A comienzos de las Guerras de los Mosquetes y posteriormente la Guerra por Tierras de Nueva Zelanda, los maoríes usaron grandes y gruesas esteras hechas de fibra de lino para cubrir entradas y miradores en sus fortificaciones. 
Algunos guerreros vestían una especie de chaleco confeccionado con trozos de hebras de lino fuertemente trenzadas, las cuales les daban características similares al medieval gambesón, aún amortiguando las balas de los mosquetes y solo dejando heridas en vez de la muerte.

## Mercado internacional
A principios de 1800 la calidad de los materiales de cordaje del lino de Nueva Zelanda era reconocido internacionalmente, así como lo era la calidad de los árboles neozelandeses usados para mástiles y vergas, la Marina Real Británica era una de los principales clientes.
El mercado del lino floreció en cuanto los hombres maoríes reconocieron las ventajas del comercio y se acostumbraron a ayudar en la cosecha y confección de la fibra, labor que, hasta entonces, había sido llevada a cabo exclusivamente por mujeres.
Sin embargo, el comercio de armas de fuego escaló en una carrera armamentista entre las tribus y las consiguientes batallas conocidas como las Guerras de los Mosquetes diezmaron muchas de ellas.
Existió una activa industria de cosecha y procesamiento de lino en Nueva Zelanda hasta que la demanda declinó debido a la depresión de los años 1930. También había un programa de investigación conducido por Universidades del país.